# Coombe Brook
Der Coombe Brook ist ein Wasserlauf im Royal Borough of Kingston upon Thames, England. Er entsteht am westlichen Rand des Malden Golf Course und fließt durch diesen in östlicher Richtung bis zu seiner Mündung in den Beverley Brook an der Grenze zum London Borough of Merton.